# Bondurant (Wyoming)
Bondurant è un census-designated place degli Stati Uniti d'America, situato nella Contea di Sublette nello stato del Wyoming. Nel censimento del 2000 la popolazione era di 155 abitanti.

## Geografia fisica
Secondo i rilevamenti dell'United States Census Bureau, la località di Bondurant si estende su una superficie di 204,5 km², tutti occupati da terre.

## Popolazione
Secondo il censimento del 2000, a Bondurant vivevano 155 persone, ed erano presenti 45 gruppi familiari. La densità di popolazione era di 0,8 ab./km². Nel territorio comunale si trovavano 128 unità edificate. Per quanto riguarda la composizione etnica degli abitanti, il 98,06 % era bianco e l'1,94% apparteneva ad altre razze. La popolazione di ogni razza ispanica corrispondeva al 4,52% degli abitanti.
Per quanto riguarda la suddivisione della popolazione in fasce d'età, il 14,8% era al di sotto dei 18, il 7,7% fra i 18 e i 24, il 28,4% fra i 25 e i 44, il 31,6% fra i 45 e i 64, mentre infine il 17,4% era al di sopra dei 65 anni di età. L'età media della popolazione era di 44 anni. Per ogni 100 donne residenti vivevano 121,4 uomini.